# Gariblyar
Gariblyar är en ort i Azerbajdzjan.   Den ligger i distriktet Masallı Rayonu, i den sydöstra delen av landet, 190 km sydväst om huvudstaden Baku. Gariblyar ligger 83 meter över havet och antalet invånare är 1 538. Den ligger vid sjön Vileshchay Reservoir.
Terrängen runt Gariblyar är platt åt nordost, men åt sydväst är den kuperad. Runt Gariblyar är det ganska tätbefolkat, med 230 invånare per kvadratkilometer.. Närmaste större samhälle är Arkewan, 4,6 km nordost om Gariblyar.
Trakten runt Gariblyar består till största delen av jordbruksmark.